# 熊谷史人
熊谷 史人（くまがい ふみと、1977年11月24日 - ）は、岩手県盛岡市出身の男性実業家。
2004年12月、最年少でライブドア（後のLDH）の取締役に就任し、2006年1月にライブドアの代表取締役に就任した。ライブドアの株式分割や資金調達などの資本政策、ライブドアによる近鉄バファローズの買収や新球団設立、ニッポン放送買収（ニッポン放送の経営権問題）など経営企画・金融・投資ビジネスで中心的な役割を果たす。

## 来歴
- 1996年 - 岩手県立盛岡第三高等学校卒業。
- 2000年 - 横浜市立大学商学部卒業。未来証券株式会社入社。
- 2002年1月 - 株式会社ライブドア入社。
- 2002年8月 - 株式会社ライブドア経営企画管理本部担当執行役員副社長就任。
- 2004年12月 - 株式会社ライブドア取締役就任。
- 2006年1月24日 - 株式会社ライブドア代表取締役就任。
- 2006年2月22日 - 証券取引法違反（有価証券報告書の虚偽記載）の容疑で東京地検特捜部に逮捕される。同日熊谷の代表権を山崎徳之に異動。
- 2006年3月13日 - 株式会社ライブドア取締役退任。
- 2006年4月5日 - 東京拘置所から保釈。
- 2007年3月22日、東京地裁において、懲役1年、執行猶予3年（求刑懲役1年6か月）の有罪判決を言い渡される。熊谷は即日控訴した。
- 2007年6月29日、控訴を取り下げ有罪判決が確定した。弁護人は「取り下げの理由はコメントできない」としている。
- 東京・青山にあるコンサルティング会社に再就職。

## 人物
- 自身は学生結婚であり、既に成人を迎えた子供がいる[要出典]。